# 琥珀街道
琥珀街道，是中华人民共和国安徽省合肥市蜀山区下辖的一个乡镇级行政单位。

## 行政区划
琥珀街道下辖以下地区：
翠竹园社区、琥珀潭社区、北苑村社区、安农社区、飞虹社区和奥林花园社区。